# Pristimantis campinarana
Pristimantis campinarana — вид жаб родини Strabomantidae. Описаний у 2023 році.

## Назва
Видова назва campinarana вказує на типове середовище існування виду — білопіщаний ліс кампінарана.

## Поширення
Ендемік Бразилії. Поширений у межиріччі Солімойнс-Негру на захід від Манауса. Мешкає у лісі кампінарана (тонкостовбурні ліси з висотою крони нижче 20 м).

## Опис
Тіло завдовжки 17,3–20,1 мм у самців і 23,2–26,5 мм у самиць.